# Quelli che... (brano musicale)
Quelli che...  è un recitativo con testo composto da Enzo Jannacci. Il brano fu pubblicato nel marzo 1975, contemporaneamente nell'album Quelli che... e sul lato B del 45 giri El me indiriss/Quelli che…. Nel 45 giri "Quelli che..." ha un testo per la maggior parte diverso, con altre battute.
Infine fu realizzata una terza versione del brano, che fu inserita nella colonna sonora del film di Lina Wertmuller "Pasqualino Settebellezze".
Anni dopo diventò la sigla del programma televisivo Quelli che il calcio, trasmesso su Rai 3 dal 1993 al 1998 e su Rai 2 dal 1998 al 2021.

## Testo e significato
E poi vanno a casa e picchiano i figli, oh yeh,
 Quelli che dicono che i soldi non sono tutto nella vita, oh yeh[...]
Quelli che l'ha detto il telegiornale, oh yeh

Quelli che lo status quo, che nella misura in cui, che nell'ottica, oh yeh.»
Le frasi sono recitate come una specie di mantra. Il testo è un inventario di personaggi, fra i quali ciascuno può identificarsi.. Inoltre sono elencati una serie di luoghi comuni, molti dei quali, proprio perché inseriti nel testo, sono divenuti stereotipi superati.